# Eva Ekeblad
La comtesse Ekeblad, née Eva De la Gardie  (1724-1786), est une noble et scientifique suédoise. Elle fut la première femme membre de l’Académie royale des sciences de Suède en 1748.
Fille de Magnus Julius (en) De La Gardie et de la salonnière Hedvig Catharina Lillie.

## Biographie

### Vie privée
Eva de la Gardie est née de l'homme d'État, le comte Magnus Julius De la Gardie (en) (1668-1741) et de la salonnière politique Hedvig Catharina Lillie, sœur du capitaine Carl Julius de la Gardie et d'Edwige-Catherine de la Gardie et tante d'Axel de Fersen le Jeune.
Son frère était l'époux de la célèbre Catherine Charlotte De la Gardie et le beau-frère de la favorite royale Hedvig Taube.
En 1740, alors qu'elle avait 16 ans, Eva épousa le comte Claes Claesson Ekeblad, auquel elle donna sept enfants : un garçon et six filles,.
Le couple, qui possédait une résidence à Stockholm et un domaine en Gothie occidentale, appartenait aux cercles les plus élevés de la noblesse suédoise.
Son époux était souvent absent, et Eva était responsable de la gestion des propriétés et supervisait les baillis et les assemblées du château de Mariedal et du manoir de Stola.
À Stockholm, elle a tenu un salon littéraire et fut considérée comme « l'une des rares dames de l'aristocratie dont l'honneur était intact ».
Le premier concert interprétant de la musique de messe de Johan Helmich Roman eut lieu dans son salon du palais Ekeblad.

### Activité scientifique
Eva Ekeblad a découvert comment produire de la fécule et de l'alcool (brännvin) à partir des pommes de terre (1746). Grâce à elle, la pomme de terre, plante introduite en Suède en 1658 mais jusque-là cultivée uniquement dans les serres de l'aristocratie, est entrée dans l'alimentation de base du pays, permettant de réduire les épisodes de famine. Ce travail a été souligné lors de son anniversaire en 2017 par un Doodle.
Auparavant, l'alcool était produit à partir de céréales, notamment le blé et le seigle, et dès lors les céréales ont pu être réservées à la production de pain.
Elle a également découvert des méthodes pour blanchir les fils et tissus en coton avec du savon (1751), et pour remplacer certains composants dangereux dans les cosmétiques de l'époque en utilisant une poudre tirée des pommes de terre (1752).
On dit qu'elle a contribué à la promotion de la pomme de terre en ornant sa coiffure de fleurs de cette plante.
Eva Ekeblad écrivit à l'Académie royale des sciences de Suède à propos de sa première découverte en 1746, et fut en 1748 la première femme élue à l'Académie, bien qu'elle n'ait jamais participé à une réunion de cette Académie. À partir de 1751, l'Académie l'a considérée comme un membre honoraire, les statuts réservant aux hommes la qualité de membre à part entière. La seule autre femme reconnue par l'Académie des sciences à l'époque de la liberté est Charlotta Frölich.

## Enfants
- Claes Julius Ekeblad (sv) (1742-1808)
- Hedvig Catharina (1746-1812)
- Eva Magdalena (1747-1824)
- Beata Charlotta (1748-1771)
- Agneta Sofia (1750-1824)
- Ebba Maria (1752-1839)
- Brita Lovisa (1754-1755)